# Cabezón de Liébana
Cabezón de Liébana ist ein Ort und eine Gemeinde im Westen der autonomen Region Kantabrien in Spanien mit 540 Einwohnern (Stand: 2024).

## Lage
Die Dörfer der Gemeinde Cabezón de Liébana befinden sich in Höhen von 300 bis 400 Metern ü. d. M.; der Nachbarort Potes ist nur etwa fünf Kilometer (Fahrtstrecke) in nordwestlicher Richtung entfernt. Die nächstgelegene Großstadt ist das ca. 107 Kilometer nordöstlich gelegene Santander. Durch das Gemeindegebiet fließen der Río Bullón und der Río Lamedo.

## Bevölkerungsentwicklung
| Jahr      | 1960  | 1970  | 1981 | 1991 | 2001 | 2014 |
| Einwohner | 1.892 | 1.361 | 953  | 908  | 679  | 628  |

In der zweiten Hälfte des 19. Jahrhunderts hatte die Gemeinde stets deutlich über 2.000 Einwohner. Die Mechanisierung der Landwirtschaft hat in der zweiten Hälfte des 20. Jahrhunderts zu einem deutlichen Bevölkerungsrückgang geführt. Die Gemeinde besteht aus 13 Dörfern und Weilern mit jeweils etwa 15 bis 150 Einwohnern.

## Wirtschaft und Infrastruktur
Die Böden und das regenreiche, aber milde Klima eigneten sich gut zum Anbau von Getreide, Wein und Gemüse, wobei die Bewohner früherer Jahrhunderte diesbezüglich weitgehend als Selbstversorger lebten; auch Milchviehwirtschaft und Hühnerhaltung wurden betrieben. Seit der Mitte des 20. Jahrhunderts entwickelte sich der Tourismus in Form der Vermietung von Ferienwohnungen (casas rurales), der durch die Schaffung des Nationalparks Picos de Europa im Jahr 1995 eine nochmalige Belebung erfahren hat.

## Geschichte
Über die frühe Geschichte des Gebietes ist nichts bekannt, denn sowohl Kelten und Römer, als auch Westgoten und Mauren haben keine Spuren auf dem Gemeindegebiet hinterlassen. Die romanische Kirche Santa María de Piasca weist auf eine Besiedlung spätestens seit dem Mittelalter hin.

## Sehenswürdigkeiten

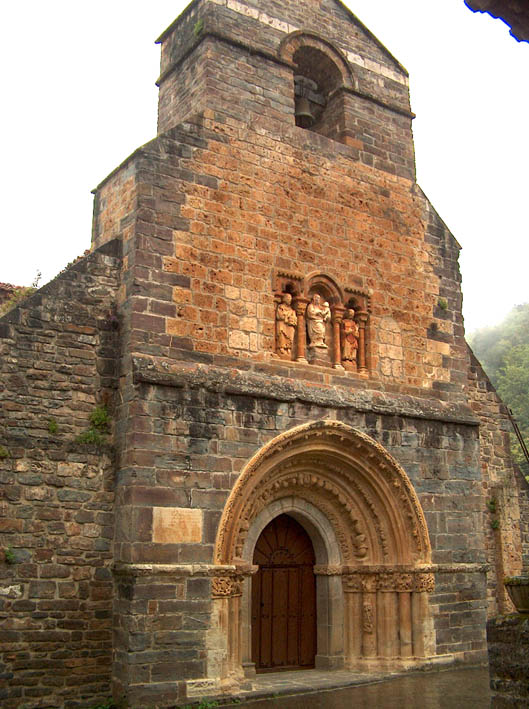
Santa María de Piasca

- Abgesehen von den landschaftlichen Reizen der Umgebung haben die einzelnen Dörfer der Gemeinde Cabezón de Liébana keine Sehenswürdigkeiten.
- Ausnahme ist das Dörfchen Piasca mit seiner romanischen Kirche Santa María. Diese ist ein einschiffiger, größtenteils aus nur grob bearbeiteten Bruchsteinen errichteter Bau; lediglich die Ecksteine sowie die Steine der Strebepfeiler und der Westfassade sind exakter behauen. Ein kleiner Höhepunkt romanischer Kunst im Norden Spaniens sind die figürliche Gestaltung des Westportals und der Figurengruppe darüber – letztere besteht aus drei Statuen, von denen die beiden äußeren die Apostel Petrus (Schlüssel) und Paulus (Stirnglatze) darstellen; die Muttergottesfigur in der Mitte ist deutlich jünger. Beachtenswert ist auch die Rahmengestaltung – während die beiden Apostel von profilierten Dreipassbögen überfangen werden, steht die Madonna unter einem Rund- oder Spitzbogen. Die beiden mittleren Kapitelle werden von aufgerissenen Raubtiermäulern gebildet. Die Kapitelle des Portalgewändes zeigen den stets wiederkehrenden Kampf zwischen Gut und Böse sowie Zentauren und andere Mischwesen (Chimären) in Rankenwerk. Weitere Figuren finden sich in den Archivolten, doch überwiegen hier vegetabilische Motive. Beachtenswert ist auch die kleine Pforte auf der Südseite. Das Innere der Kirche ist gewölbt; hier finden sich weitere romanische Kapitelle – darunter eines mit einer Szene der  Anbetung der Könige.

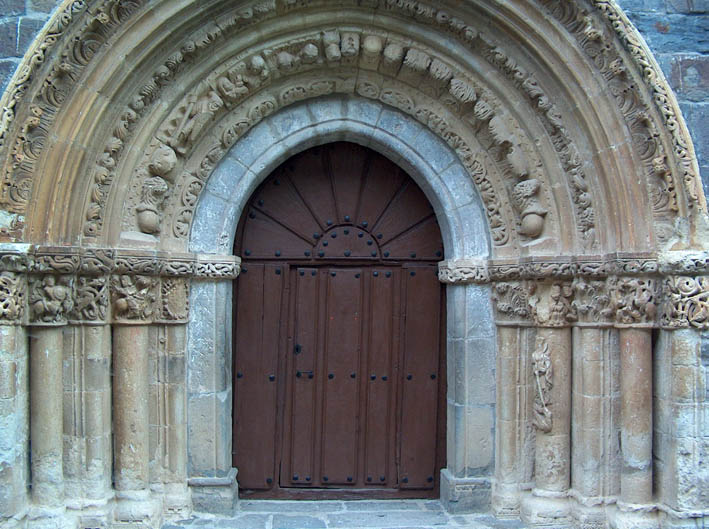
Westportal
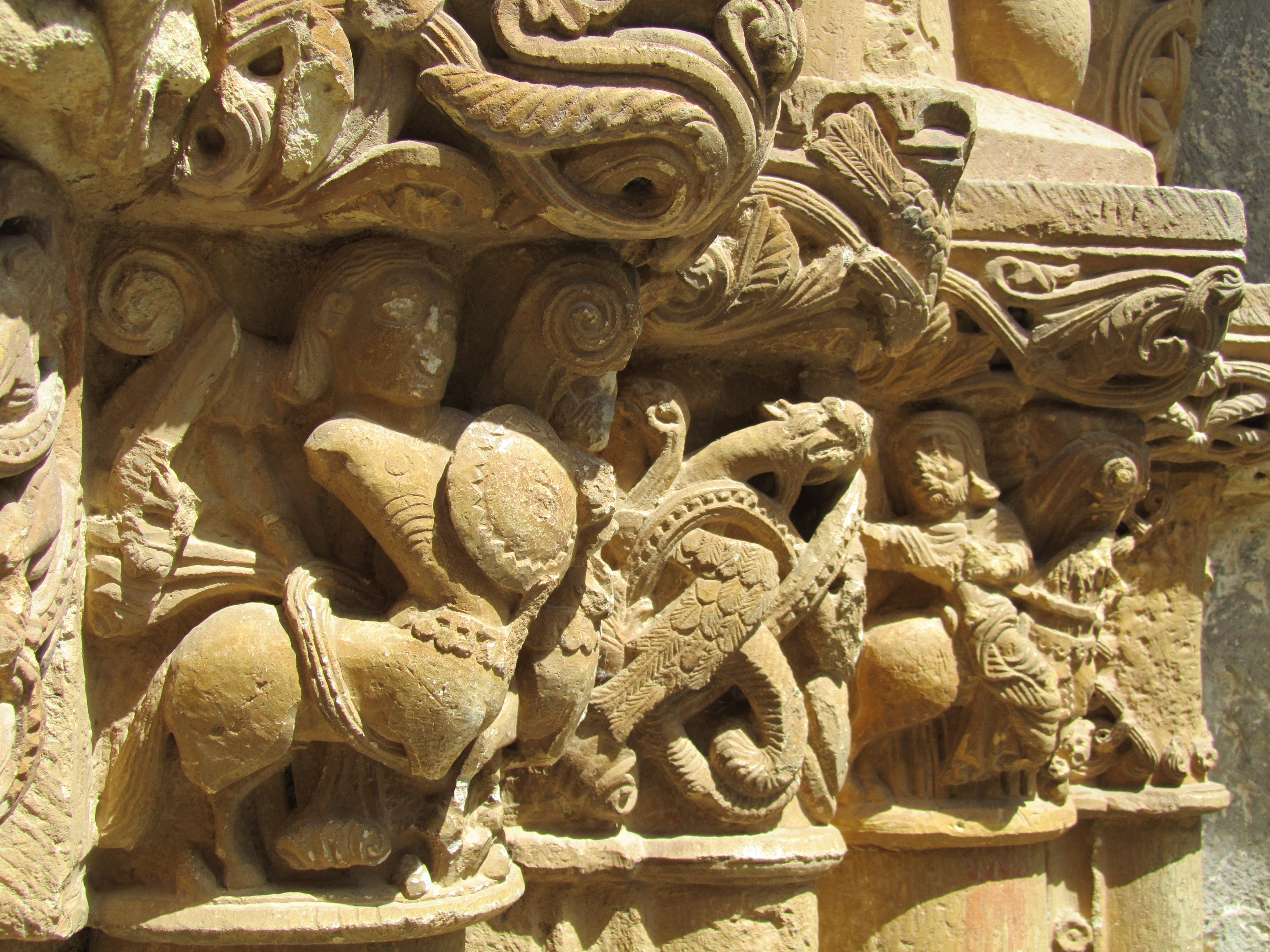
Kapitelle am linken Portalgewände
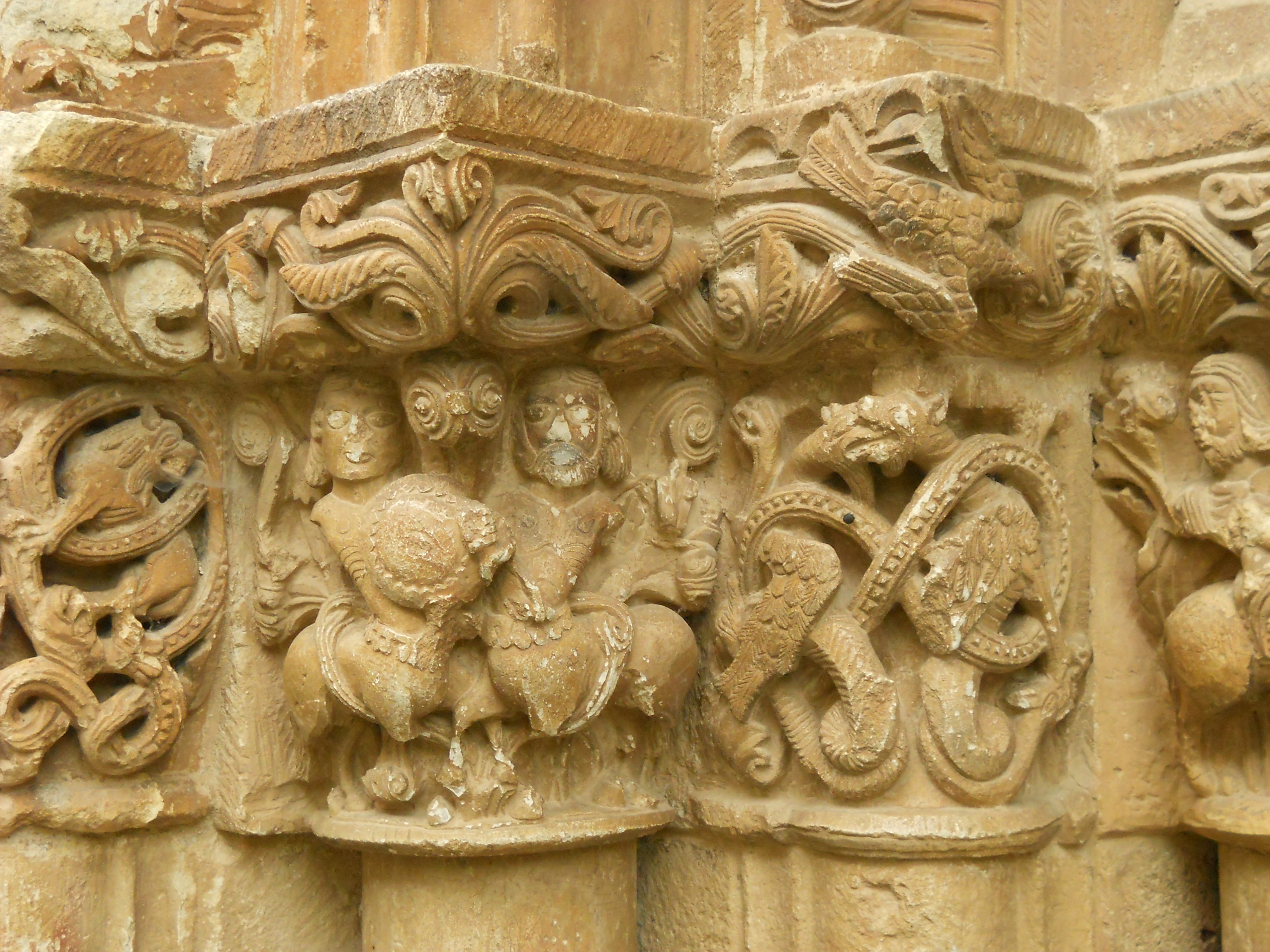
Kapitelle am rechten Portalgewände
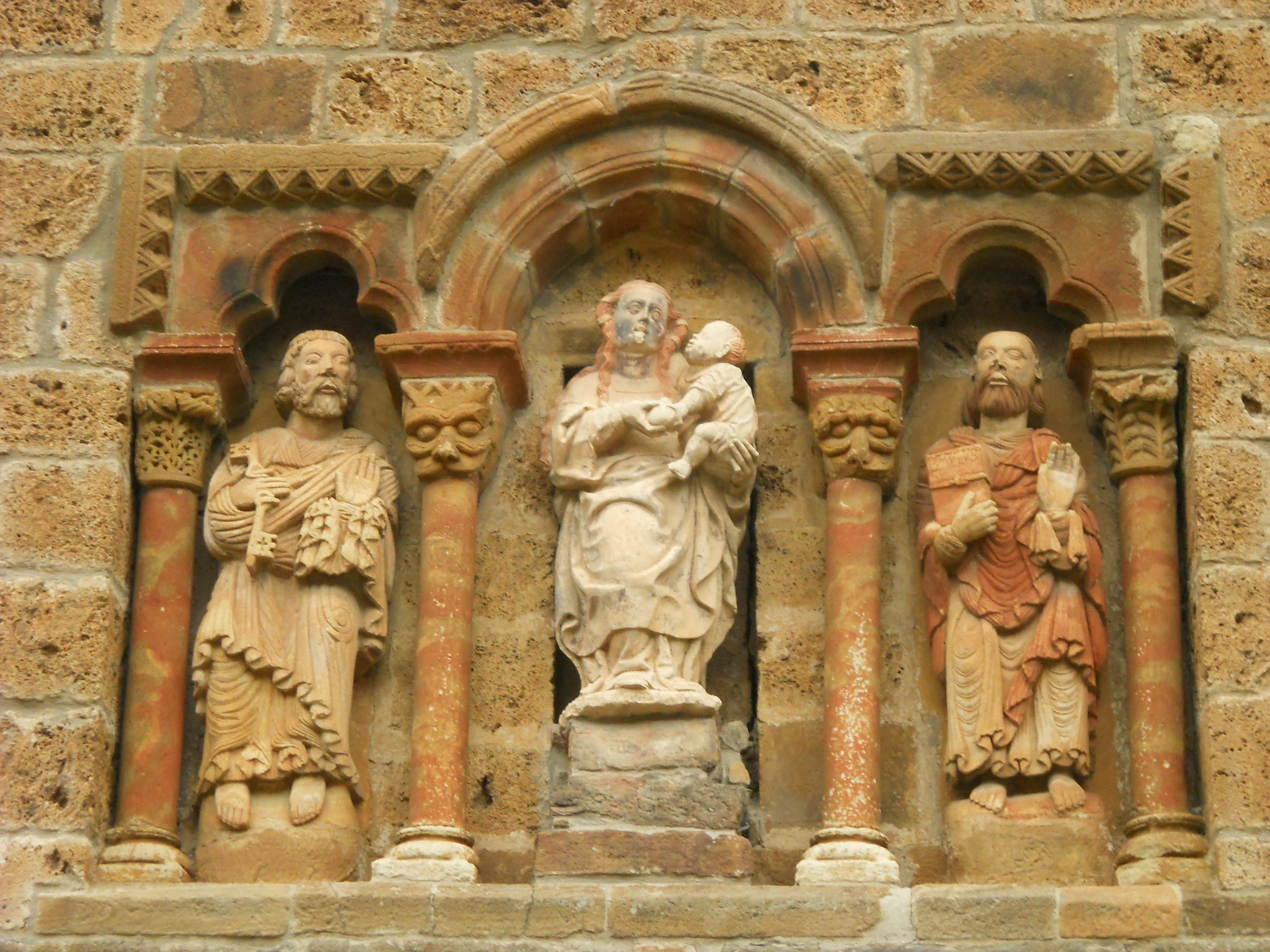
Figurengruppe über dem Westportal
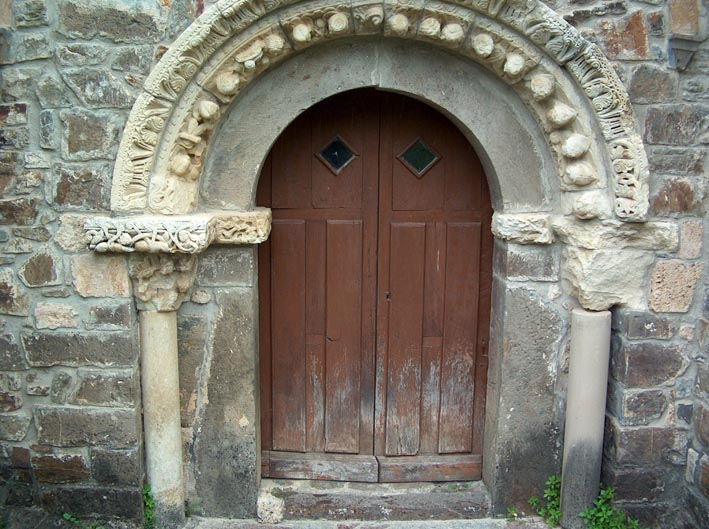
Pforte auf der Südseite
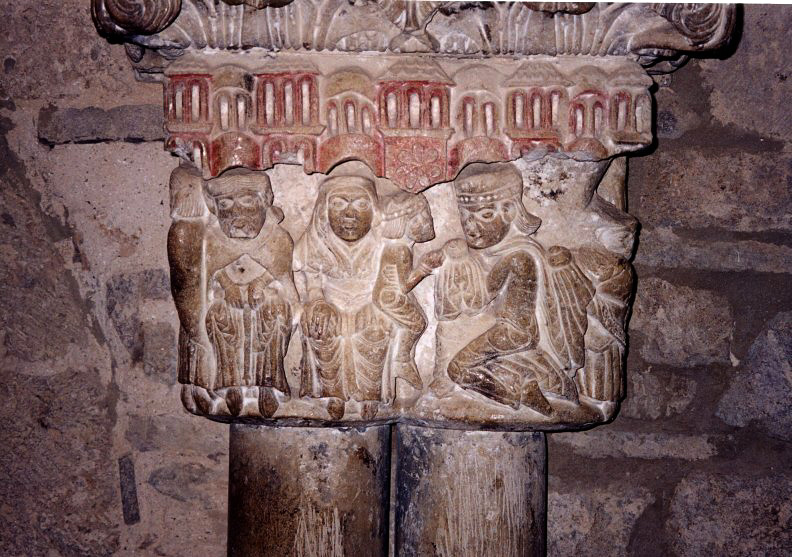
Kapitell mit Anbetung der Könige

Umgebung
- Das nur etwa acht Kilometer nordwestlich gelegene Kloster Santo Toribio de Liébana zieht jährlich viele spanische Touristen an.
- Ein Ausflug zur zwölf Kilometer nördlich gelegenen präromanischen Kirche Santa María de Lebeña ist ebenfalls zu empfehlen.
- Ein bekanntes Ausflugsziel ist auch das etwa 28 Kilometer westlich gelegene Hochtal Fuente Dé mit seiner Seilbahnstation.